# Karakteristiek polynoom
In de lineaire algebra is het karakteristieke polynoom of de karakteristieke veelterm van een vierkante matrix een polynoom dat enkele specifieke kenmerken van de matrix bevat, zoals het spoor en de determinant van de matrix. Het karakteristieke polynoom van een vierkante matrix wordt vooral gebruikt om de eigenwaarden van die matrix mee te bepalen.

## Definitie
Voor een {\displaystyle n\times n}-matrix {\displaystyle A} is het karakteristieke polynoom {\displaystyle f_{A}}, gedefinieerd door:
{\displaystyle f_{A}(\lambda )=\det(A-\lambda I_{n})}
Hierin staat 'det' voor de determinant en {\displaystyle I_{n}} voor de {\displaystyle n\times n}-eenheidsmatrix. Het is dus de determinant van de matrix die ontstaat nadat van elk van de elementen op de hoofddiagonaal van {\displaystyle A} het getal {\displaystyle \lambda } is afgetrokken.
Stelt men het karakteristieke polynoom gelijk aan 0, dan ontstaat de karakteristieke vergelijking:
{\displaystyle \det(A-\lambda I_{n})=0}
Dit is een veeltermvergelijking van graad {\displaystyle n} in de onbekende {\displaystyle \lambda } waarvan de oplossingen de eigenwaarden van {\displaystyle A} zijn.

## Eigenschappen
In de eigenschappen hieronder is {\displaystyle A} een {\displaystyle n\times n}-matrix met karakteristiek polynoom {\displaystyle f_{A}(\lambda )}.
- De nulpunten van {\displaystyle f_{A}} zijn de eigenwaarden van {\displaystyle A}.
- De constante term in {\displaystyle f_{A}(\lambda )} is de determinant van {\displaystyle A}.
- De coëfficiënt van {\displaystyle \lambda ^{n-1}} is het spoor van {\displaystyle A}, op het teken na indien {\displaystyle n} even is.

De laatste twee eigenschappen maken het mogelijk het karakteristieke polynoom {\displaystyle f_{A}(\lambda )} van een 2×2-matrix {\displaystyle A} te schrijven als: 
{\displaystyle \lambda ^{2}-{\rm {sp}}(A)\lambda +\det(A)}
- Gelijksoortige matrices hebben hetzelfde karakteristieke polynoom.
- De getransponeerde matrix heeft hetzelfde karakteristieke polynoom als de matrix zelf.
- Stelling van Cayley-Hamilton: Een matrix voldoet aan zijn eigen karakteristieke vergelijking, symbolisch: {\displaystyle f_{A}(A)=0}.

## Voorbeeld
Beschouw de volgende 2×2-matrix {\displaystyle A}:
{\displaystyle A={\begin{bmatrix}1&4\\0&2\end{bmatrix}}}
Het karakteristieke polynoom is:
{\displaystyle f_{A}(\lambda )=\det(A-\lambda I_{n})={\begin{vmatrix}1-\lambda &4\\0&2-\lambda \end{vmatrix}}=(1-\lambda )(2-\lambda )-4\cdot 0=\lambda ^{2}-3\lambda +2}
Uit het karakteristieke polynoom volgen nu direct de determinant en het spoor volgens de eerder gegeven eigenschappen.
De eigenwaarden zijn de nulpunten van de karakteristieke vergelijking:
{\displaystyle \lambda ^{2}-3\lambda +2=0\Leftrightarrow (1-\lambda )(2-\lambda )=0\Rightarrow \lambda =1\lor \lambda =2}
De eigenwaarden van {\displaystyle A} zijn dus 1 en 2.
{\displaystyle A} voldoet zelf aan zijn karakteristieke vergelijking, want:
{\displaystyle f_{A}(A)=A^{2}-3A+2I={\begin{bmatrix}1&4\\0&2\end{bmatrix}}^{2}-3{\begin{bmatrix}1&4\\0&2\end{bmatrix}}+{\begin{bmatrix}2&0\\0&2\end{bmatrix}}={\begin{bmatrix}1&12\\0&4\end{bmatrix}}-{\begin{bmatrix}3&12\\0&6\end{bmatrix}}+{\begin{bmatrix}2&0\\0&2\end{bmatrix}}=0}